# Rekin wielkogębowy
Rekin wielkogębowy (Megachasma pelagios) – gatunek morskiej ryby lamnokształtnej, jedyny żyjący przedstawiciel rodziny Megachasmidae i rodzaju Megachasma. Zamieszkuje subtropikalne i tropikalne wody Oceanu Atlantyckiego, Indyjskiego i Spokojnego. Prowadzi pionowe dobowe migracje podążając za ławicami kryla – za dnia przebywa w głębszych wodach, w nocy podpływa bliżej powierzchni. Jest to jeden z trzech poznanych planktonożernych gatunków rekinów, obok długoszpara i rekina wielorybiego. Głównym składnikiem jego diety są szczętki, choć odżywia się również innymi drobnymi skorupiakami, małymi rybami i meduzami. Posiada długie, masywne, zwężające się ku tyłowi ciało z dużą tępo zakończoną głową. Zwyczajowa nazwa gatunkowa pochodzi od wielkiego otworu gębowego tego rekina. Dorosłe samice osiągają nawet ponad 5,7 metra długości, choć istnieją niepotwierdzone dane na temat osobników mierzących nawet 7,6 m. Wielkość jest cechą dymorfizmu płciowego.
Pierwszy osobnik został zauważony w listopadzie 1976 roku przez okręt Marynarki Wojennej Stanów Zjednoczonych. Po przebadaniu okazało się, że jest to całkiem nowy, nieznany jeszcze nauce gatunek. Do sierpnia 2015 roku odnotowano zaledwie 102 osobniki, z czego najmłodszy mierzył zaledwie 177 cm. Analizy filogenetyczne wykazują, że rekin ten nie jest blisko spokrewniony z długoszparem, co wskazuje, że cechy takie jak podobieństwo w sposobie pobierania i filtracji pokarmu u obu gatunków powstały w wyniku ewolucji konwergentnej. Rekin ten pada niekiedy ofiarą ataków kaszalotów oraz rekina foremkowego. Wśród pasożytów tego gatunku poznano kilka gatunków tasiemców i myksosporidiowców. Międzynarodowa Unia Ochrony Przyrody uznała rekina wielkogębowego za gatunek najmniejszej troski.

## Odkrycie i taksonomia
Pierwszy okaz rekina wielkogębowego został schwytany 15 listopada 1976 roku przez statek Marynarki Wojennej Stanów Zjednoczonych – „AFB-14” – 40 kilometrów od wybrzeża wyspy Kāneʻohe na Hawajach. Osobnik ten, którego długość ciała wynosiła 4,5 metra, a masa 750 kg, zaplątał się w linę dryfkotwy. Po zbadaniu przez Leightona Taylora, amerykańskiego specjalistę od hawajskich spodoustych, okazało się, że jest to nieznany wcześniej gatunek rekina, co czyni go – obok latimerii – jednym z bardziej sensacyjnych odkryć XX-wiecznej ichtiologii. Takson ten opisany został w 1983 roku przez Leightona Taylora, Leonardo Compagno i Paula Struthsakera jako Megachasma pelagios na łamach periodyku Proceedings of the California Academy of Sciences. Holotyp (okaz typowy) trafił do zbiorów Muzeum Bishopa w Honolulu (Hawaje) i został oznaczony numerem katalogowym BPBM 22730. Nazwa rodzajowa jest połączeniem greckich słów „mega” (wielki) i „chasma” (otwór gębowy, otwarte usta), epitet gatunkowy pelagios pochodzi od greckiego słowa oznaczającego „pochodzący z otwartego morza”.
Oprócz gatunku typowego M. pelagios na podstawie skamieniałych zębów wyróżniono jeszcze dwa gatunki rodzaju Megachasma: M. applegatei, datowany na późny oligocen-wczesny miocen oraz eoceński gatunek M. alisonae, opisany na podstawie pojedynczego zęba odkrytego w osadach duńskiej formacji Søvind Marl. W przeszłości do rodzaju Megachasma zaliczany był jeszcze znany z kredowych osadów gatunek M. comanchensis; jego przynależność do rodzaju Megachasma była jednak kwestionowana i ostatecznie gatunek ten został przeniesiony do odrębnego rodzaju Pseudomegachasma. M. applegatei opisany został w 2014 roku, na podstawie zębów z formacji Skooner Gulch w Kalifornii i formacji Yaquina w Oregonie. Pierwsze skamieniałości należące do tego gatunku odkryte zostały w 1961 roku, czyli na 15 lat przed odkryciem pierwszego osobnika M. pelagios. Spośród pozostałych skamieniałości mogących należeć do przedstawicieli Megachasma wyróżnić można pochodzące z wczesnego miocenu zęby odkryte w Belgii czy odkryte w osadach formacji Yorktown w Północnej Karolinie plioceńskie pozostałości należące najprawdopodobniej do obecnie żyjącego gatunku, M. pelagios.

## Filogeneza
John Maisey w 1985 roku uznał, że Megachasma tworzy monofiletyczny klad i wraz z Cetorhinus pochodzi od wspólnego przodka. Leonard Compagno w 1990 roku uznał rekina wielkogębowego za takson zajmujący pośrednią pozycję na drzewie ewolucyjnym lamnokształnych, obok zaawansowanych rodzajów Alopias, Lamna, Carcharodon, Isurus, Cetorhinus i bardziej bazalnych Pseudocarcharias, Odontaspis, Carcharias i Mitsukurina. Analiza filogenetyczna sekwencji genów cytochromu B przeprowadzona przez Andrew Martina i Gavina Naylora w 1997 roku wykazała, że takson ten jest najbliżej spokrewniony z Alopias pelagicus i A. vulpinus, choć badania przeprowadzone przez Naylora i współpracowników w 2012 roku ukazują, że Megachasma jest jednym z bardziej prymitywnych przedstawicieli Lamniformes, najbliżej spokrewnionym z Odontaspis ferox, O. noronhai, Pseudocarcharias kamoharai i Alopias superciliosus.
Sun Kim w 2010 roku, w pracy dotyczącej morfologii i ewolucji płetw ogonowych u lamnokształtnych, wykazał na podstawie molekularnej analizy filogenetycznej, że M. pelagios jest taksonem siostrzanym z P. kamoharai i tworzy wraz z nim i gatunkami z rodzajów Alopias i Odontaspis wspólny klad. Badanie filogenetyczne na podstawie cech morfologicznych wykazało bliższe pokrewieństwo z Alopias, niż z Pseudocarcharias. Wyniki te wskazują, że cechy takie jak podobieństwo w sposobie pobierania i filtracji pokarmu oraz wytworzenie wyrostków filtracyjnych na łukach skrzelowych występujących zarówno u długoszpara, jak i rekina wielkogębowego, powstały w wyniku ewolucji konwergentnej.

## Cechy morfologiczne
Rekin ten posiada długie, masywne, zwężające się ku tyłowi ciało z dużą, tępo zakończoną głową. Na przodzie pyska znajduje się bardzo duży otwór gębowy (stąd zwyczajowa nazwa gatunkowa). W szczęce i w żuchwie znajduje się kilkadziesiąt (zwykle około 50) rzędów bardzo małych i gęsto usianych zębów, z których jedynie pierwsze trzy zęby w każdym z rzędów są funkcjonalne. Samice posiadają mniej zębów niż samce. W miejscu spojenia szczęki i żuchwy rekin wielkogębowy posiada bezzębną płaszczyznę (większą w szczęce). Zęby żuchwy są większe od zębów szczęki, zarówno te z przodu jak i z tyłu pyska. Ryba ta posiada heterodontyczne uzębienie. Z przodu pyska mieszczą się proste ostre zęby o stożkowatym kształcie, dalej po bokach zęby stają się większe i mocno zakrzywione do tyłu (haczykowate). Na samym tyle znajdują się płaskie zęby posiadające proporcjonalnie dużą podstawę. Duży język pokryty jest wieloma drobnymi ostrymi ząbkami śluzowymi. Wokół otworu gębowego umiejscowione są duże mięsiste wargi. Nad nimi znajdują się podłużne nozdrza. Stosunkowo duże okrągłe oczy o okrągłych źrenicach wyposażone są w fałdy półksiężycowate spojówek, lecz nie posiadają błony migawkowej. Umiejscowione są nad tylną krawędzią szczęk. Tuż za oczami znajdują się małe okrągłe tryskawki. Rekin ten posiada pięć równych szerokich szczelin skrzelowych. Łuki skrzelowe wyposażone są w wyrostki filtracyjne służące do filtrowania planktonu. Na spodzie pyska widoczne są liczne elektroreceptory zwane ampułkami Lorenziniego.
Tępo zakończona pierwsza, stosunkowo niska, romboidalna płetwa grzbietowa ma niepołączoną z grzbietem trójkątną dalszą końcówkę. Mniejsza druga płetwa grzbietowa ma podobny kształt, lecz stosunkowo szerszą podstawę. Jest ona umiejscowiona za płetwami brzusznymi, a przed płetwą odbytową. Pomiędzy płetwami grzbietowymi rekin ten nie posiada wyraźnego międzygrzbietowego łuku. Zaokrąglone na końcach proste płetwy piersiowe są długie i szerokie. Ulokowane są tuż za ostatnią parą szczelin skrzelowych. W porównaniu do sztywnych płetw szybkopływających rekinów płetwy piersiowe żarłacza wielkogębowego są elastyczne i bardzo mobilne, co umożliwia rekinowi stabilne pływanie przy małych prędkościach oraz poprawia zwrotność i dynamiczność ruchów pionowych zwierzęcia. Większe od drugiej płetwy grzbietowej płetwy brzuszne mają romboidalny kształt i szeroką podstawę. U samca z wewnętrznej, tylnej części płetw brzusznych wykształcił się narząd kopulacyjny zwany pterygopodium. Drobna niska płetwa odbytowa ma trójkątny kształt i posiada ostrą wolną górną końcówkę. Na końcu ogona mieści się proporcjonalnie duża, heterocerkiczna i asymetryczna płetwa ogonowa. Na końcu jej górnego łuku, kilkukrotnie dłuższego od dolnego, mieści się niewielki trójkątny fałd skórny poprzedzony wyraźnym wcięciem. U podstawy płetwy ogonowej widoczna jest mała skórna bruzda. Krawędzie górnego łuku jak i cały dolny łuk są wolne i nieusztywnione.
Skórę pokrywają romboidalne połyskujące łuski plakoidalne – w zależności od położenia na ciele różnią się rozmiarem i kształtem. Grzbiet rekina ma jasnoszarą, ciemnoszarą, brunatną lub ciemnoniebieską barwę, niekiedy z ciemniejszymi odbarwieniami. Spód i boki są nieco jaśniejsze, zwykle barwy białej lub srebrnej, choć spotyka się osobniki o różowym lub czerwonym spodzie pyska. Płetwy piersiowe, płetwa ogonowa oraz dystalna krawędź płetwy grzbietowej są ciemniejsze od korpusu. Między górną wargą, a szczęką posiada podłużny biały płat skóry, widoczny w momencie wysunięcia szczęki i żuchwy. Na bokach i grzbiecie ciała występują nieregularne ciemne plamki wytworzone przez komórki pigmentowe.

### Wielkość
Samice są nieco większe od samców. 21 lutego 1998 roku w wodach Zatoki Macajalar u wybrzeży Filipin wyłowiono największego dotychczas samca, który mierzył 549 cm długości. Trzy lata później, 19 października 2001 roku, u wybrzeży Kalifornii, w sieci wpadł podobnej wielkości samiec, mierzący 548 cm. Po przebadaniu i zmierzeniu został wypuszczony na wolność. Inny duży samiec – mierzący 539 cm – został wyrzucony martwy na brzeg plaży w brazylijskim mieście Praia Grande w lipcu 2009. Analiza zwłok wykazała, że jego żołądek był pusty i zwierzę zmarło z przyczyn naturalnych.

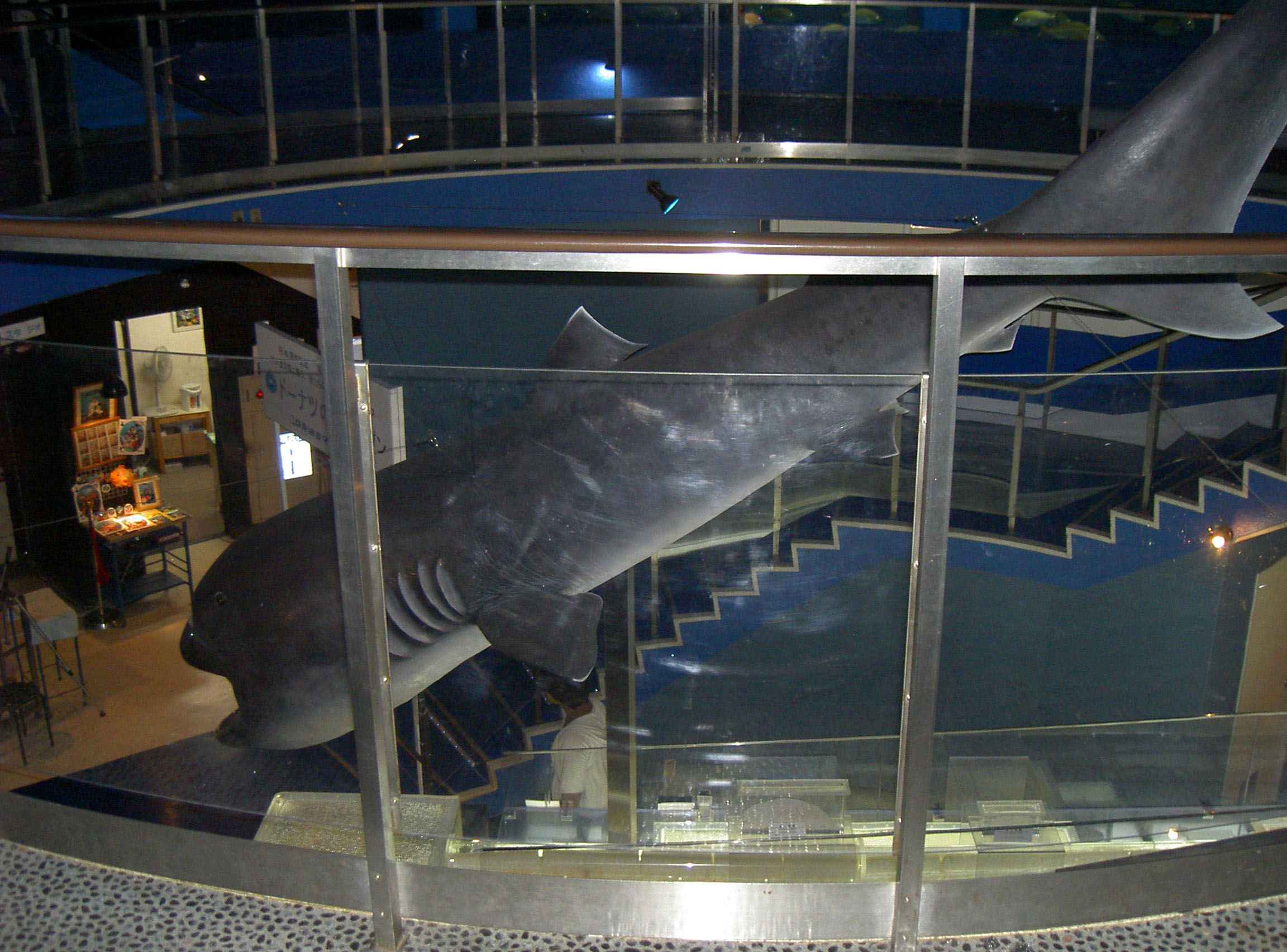
Dorosła samica wystawiona w parku morskim Keikyu Aburatsubo.

Największa znana samica, wyłowiona i zabita u wschodnich wybrzeży Japonii 6 września 2013 roku, mierzyła 577 cm długości. Niewiele mniejszy osobnik został wyłowiony w wodach Morza Wschodniochińskiego w styczniu 2012. Płeć zwierzęcia nie została potwierdzona, lecz była to prawdopodobnie samica, której długość podaje się między 565 a 570 cm. 2 maja 2006 roku znaleziono równie dużą samicę – mierzącą 570 centymetrów – zaplątaną w przybrzeżne sieci w wodach japońskiej Zatoki Sagami. Zwierzę zdechło, zanim udało się je oswobodzić. Okaz ten trafił na wystawę parku morskiego Keikyu Aburatsubo.
Istnieją niepotwierdzone doniesienia na temat większych osobników, których długość przekraczała 6 metrów (6,1-6,4, a nawet 7,6 m). Najmniejszym poznanym osobnikiem był mierzący 177 centymetrów młody samiec, którego morze wyrzuciło na brzeg plaży Gapang na Sumatrze 13 marca 2004 roku. Osobnik został zabezpieczony, zamrożony i przekazany do badań. Dorosłe rekiny wielkogębowe ważą zwykle od 600 do 870 kg, choć mogą osiągać wagę ponad tony (najcięższy potwierdzony osobnik ważył ponad 1215 kg).

## Występowanie i środowisko
Gatunek ten zamieszkuje tropikalne i subtropikalne wody Oceanu Spokojnego, Indyjskiego i Atlantyckiego, od 40°N do 40°S. Spośród 102 osobników odnotowanych do 2015 roku najwięcej zaobserwowano w północno-zachodnich wodach Oceanu Spokojnego u wybrzeży Japonii, Chin, Tajwanu i Filipin, w wodach Morza Wschodniochińskiego, Morza Południowochińskiego, Morza Japońskiego, Morza Celebes oraz wzdłuż Rowu Filipińskiego. Na wschodzie Pacyfiku spotykany u wybrzeży Kalifornii, Meksyku oraz Ekwadoru. W wodach Atlantyku M. pelagios zanotowano w przybrzeżnych wodach południowej Brazylii na zachodzie oraz Senegalu i Południowej Afryki na wschodzie. W wodach Oceanu Indyjskiego spotykany u wybrzeży Sri Lanki, Sumatry, Jawy, Nikobarów oraz południowo-zachodniej Australii.
W porównaniu do pozostałych dwóch gatunków planktonożernych rekinów obszar występowania rekina wielkogębowego pokrywa się z obszarem występowania rekina wielorybiego, w przeciwieństwie do długoszpara, który preferuje chłodniejsze akweny bliżej biegunów. Nie ma informacji na temat długodystansowych migracji, choć prawdopodobnie jak pozostałe planktonożerne gatunki rekinów przemierza on duże obszary w poszukiwaniu odpowiedniego pożywienia. Dzięki trzydniowym obserwacjom oraz umieszczeniu radiowego nadajnika na grzbiecie szóstego poznanego osobnika, zaobserwowanego 21 października 1990 roku w pobliżu Dana Point u wybrzeży Kalifornii, naukowcy stwierdzili, że przedstawiciele tego gatunku rekina odbywają pionowe migracje, podążając za krylem, którym się odżywiają. W ciągu dnia przebywają w głębszych wodach, by w nocy wypływać bliżej powierzchni – zachowanie to pokrywa się z dobowymi migracjami skorupiaków z gatunków Euphausia pacifica i Nematoscelis difficilis. Rekin wielkogębowy przebywa zwykle na głębokości 120-160 metrów, choć może schodzić na większe głębokości, nawet od 600 do 1000 metrów.

## Relacje międzygatunkowe
30 sierpnia 1998 roku około godziny 10:00 grupa naukowców i wolontariuszy z włoskiego World Wide Fund for Nature zajmująca się poszukiwaniem i obserwacją wielorybów w naturalnym środowisku zaobserwowała atak kaszalotów spermacetowych (Physeter macrocephalus) na rekina wielkogębowego u wybrzeży filipińskiego miasta Cagayan de Oro. Trzy duże walenie okrążały rekina, trącając i podgryzając jego płetwy i ogon. Gdy łódź zbliżyła się na mniej niż 20 metrów, wieloryby odpłynęły. Na skrzelach i płetwach rekina widoczne były rany po ugryzieniach kaszalotów. Jest to wyjątkowa sytuacja, ponieważ kaszaloty żywią się głównie głowonogami, dodatkowo rekin wielkogębowy spędza zwykle dnie na dużych głębokościach, co utrudnia obserwacje.
U większości poznanych osobników rekina wielkogębowego zaobserwowano rany lub blizny po ugryzieniach rekina foremkowego (Isistius brasiliensis), niekiedy bardzo liczne. Zwierzę to pasożytuje na waleniach i dużych gatunkach ryb, przysysając się do boków ofiary i odgryzając za pomocą dużych ostrych zębów okrągłe kawałki ciała. Podobnie jak M. pelagios, rekin ten migruje pionowo w ciągu doby, przebywając za dnia w głębszych wodach i bliżej powierzchni w nocy. Dzięki temu oraz z uwagi na wolne tempo pływania rekin wielkogębowy stanowi łatwą ofiarę dla rekina foremkowego.
Wśród parazytów M. pelagios wyróżnia się tasiemce z gatunku Corrugatocephalum ouei i Mixodigma leptaleum (gnieżdżące się w jelitach) oraz myksosporidiowce z rodzaju Chloromyxum, pasożytujące w tkance pęcherzyka żółciowego. W jelitach jednego osobnika znajdować może się nawet kilkanaście tasiemców.

## Cykl życiowy
Niewiele wiadomo na temat cyklu życiowego i rozmnażania tego gatunku. U samca z wewnętrznej tylnej części obu płetw brzusznych wykształcił się narząd kopulacyjny zwany pterygopodium (clasper, penis). Samice w miejscu złączenia płetw brzusznych obok kloaki posiadają waginę, prowadzącą dalej do podwójnej macicy. Drugi poznany osobnik, wyłowiony 29 listopada 1984 roku u wybrzeży Kalifornii, oraz osobnik obserwowany przez naukowców 21-23 października 1990 roku w pobliżu Dana Point były dorosłymi samcami. U obu osobników odkryto dowody niedawnej kopulacji. U jednego z nich zaobserwowano sączący się z klaspera spermatofor. Narząd kopulacyjny drugiego samca był obtarty i krwawił, co jest częste u rekinów po odbytej kopulacji. Dodatkowo osobnik ten posiadał w okolicach żuchwy świeże rany po ugryzieniach, które przypominały te u innych gatunków rekinów, związane z podgryzaniem i przytrzymywaniem się rekinów w czasie zapłodnienia. Obie obserwacje miały miejsce podczas miesięcy jesiennych, co sugeruje, że jest to okres reprodukcyjny dla rekinów wielkogębowych u wybrzeży Kalifornii. Samica mierząca 471 cm, wyłowiona w wodach japońskiej zatoki Hakata w listopadzie 1994 została dokładnie przebadana przez naukowców. Na podstawie wielkości macicy i stopnia rozwinięcia jajników uznano, że jest to osobnik niedojrzały płciowo. 23 kwietnia 1998 roku – również u wybrzeży Japonii – wyłowiono i przebadano dojrzałą samicę mierzącą 549 cm. Jej macica była powiększona i mierzyła 260 mm, a w prawym jajniku znajdowało się dużo (prawdopodobnie zapłodnionych) białożółtych jaj. Dodatkowo posiadała świeże blizny w okolicy pyska związane z kopulacją, które zaobserwowano również u samic wyłowionych w styczniu 2003 w okolicy Filipin i maju 2006 w wodach Japonii. Dane te wskazują, że okres godowy tego gatunku może trwać cały rok lub jest ściśle powiązany z położeniem geograficznym.
Podobnie jak inne lamnokształtne, rekin wielkogębowy jest prawdopodobnie lecytotroficznie żyworodny (jajożyworodny). Oznacza to, że po zapłodnieniu wewnętrznym zarodki pozostają jakiś czas w błonach jajowych wewnątrz organizmu matki, lecz rodzą się zdolne do swobodnego pływania i pobierania pokarmu. W macicy matki może zachodzić kanibalizm (konkurencja i wzajemne zjadanie się młodych, dzięki czemu na świat przychodzą jedynie najsilniejsze nieliczne osobniki) lub oofagia (pierwszy osobnik zjada pozostałe niewyklute jaja). Dane wskazują, że samce dojrzewają przy długości około 4 lub 4,5 m, samice zaś po przekroczeniu 5 m. Nowo narodzone młode mierzą mniej niż 177 cm długości.

## Odżywianie
Dieta rekina wielkogębowego składa się głównie z małych gatunków szczętek z rodziny Euphausiidae, w tym Euphausia pacifica, Nematoscelis difficilis i Thysanopoda pectinata. Yano i inni w 1997 roku podali na podstawie zawartości żołądka osobnika wyłowionego 29 listopada 1994 roku w japońskiej zatoce Hakata, że w skład pożywienia wchodzi również gatunek Euphausia nana, lecz identyfikacja ta jest wątpliwa, gdyż podana w pracy długość ciała 20–30 mm jest znacznie za duża dla tego gatunku kryla, który osiąga maksymalnie 7–10 mm. Rekin ten żywi się niekiedy również widłonogami, drobnymi rybami kostnoszkieletowymi oraz meduzami (w tym Atolla vanhoeffeni).
Zwierzę to jest aktywne przez cały dzień. Obserwacje dowiodły, że M. pelagios pionowo migruje, podążając za krylem, wchodzącym w skład jego diety. Za dnia przebywa  w głębszych wodach, by w nocy wypływać bliżej powierzchni. Nigdy nie zaobserwowano momentu żywienia rekina wielkogłowego. Na podstawie małej sprężystości i dużej gęstości chrząstki gnykowej (głównie ceratohyal cartilage) udowodniono, że rekin ten nie zasysa pokarmu, lecz pobiera go za pomocą dynamicznej filtracji, pływając z otwartym pyskiem i filtrując wodę za pomocą aparatu filtracyjnego. Technika ta zapewnia dużą skuteczność, nawet przy względnie niewielkim zagęszczeniu planktonu w wodzie, a jednocześnie praktycznie uniemożliwia żywienie się nektonem i uzależnia rekina od pokarmu planktonicznego. W momencie wysunięcia szczęki i żuchwy na zewnętrznej powierzchni szczęki ukazuje się duży, podłużny biały płat skórny. Być może służy on zwierzęciu do zwabienia pokarmu w głębszych ciemnych wodach lub też do komunikacji z osobnikami swojego gatunku lub innych gatunków.

## Relacje z ludźmi
Do sierpnia 2015 roku odnotowano doniesienia jedynie o 102 osobnikach. Część z nich została wyrzucona martwa na brzeg, inne zaplątały się w sieci rybackie lub sieci ochraniające kąpieliska przed rekinami. Jedynie cztery osobniki zostały wypuszczone po uwolnieniu z sieci lub obserwowane bez ingerencji człowieka. Niektóre zwierzęta zostały przekazane do muzealnych kolekcji w celu badań, pozostałe osobniki zostały sprzedane i skonsumowane. Prawdopodobnie zwierzę to spotykane było przez człowieka dużo więcej razy, lecz brak na to potwierdzonych informacji. Międzynarodowa Unia Ochrony Przyrody uznała rekina wielkogębowego za gatunek najmniejszej troski.